# Cucujomyces gonicoeli
Cucujomyces gonicoeli är en svampart som beskrevs av Thaxt. 1931. Cucujomyces gonicoeli ingår i släktet Cucujomyces och familjen Laboulbeniaceae.   Inga underarter finns listade i Catalogue of Life.